# Nokia Lumia 800
El Nokia Lumia 800 (nombre en código "Searay") es un teléfono inteligente que utiliza Windows Phone 7, actualizable solamente al WP 7.8 y fue presentado por primera vez por el CEO de Nokia, Stephen Elop, durante el evento Nokia World 2011, en el ExCeL de Londres en octubre de 2011.
Se trata del primer dispositivo de la compañía que opera bajo el sistema operativo Windows Phone, que sustituye a las anteriores plataformas utilizadas por Nokia, Symbian y MeeGo. Su diseño exterior se basa en el anterior Nokia N9.
El Lumia 800 es el primer modelo presentado tras la alianza de la compañía finlandesa con Microsoft, que se concretó en febrero de 2011, con el fin de solucionar la difícil situación en que quedó la compañía tras el gran crecimiento de Apple y los terminales con Android, que provocaron que Nokia perdiese su supremacía mundial en telefonía móvil.
Durante su presentación, se confirmó que el terminal saldría al mercado por 420 €, con 31 operadores en seis países.
El 9 de enero se presentó además el Nokia Lumia 900, con giróscopo, una pantalla más grande y de mayor definición, cámara frontal para videoconferencia y soporte Long Term Evolution.
El 5 de septiembre de 2012 se presentó el Nokia Lumia 820, el sucesor del Nokia Lumia 800. Las mejoras son Windows Phone 8, procesador de doble núcleo, cámara frontal, captura de vídeo a 1080p, posibilidad de carga inalámbrica, cubiertas intercambiables, y una pantalla más grande.

## Características
Entre las características principales que se desvelaron en su presentación, se destacaron el nuevo sistema operativo Windows Phone 7.5, la cámara fotográfica trasera de 8 Mpx con óptica Carl Zeiss AG, navegación GPS gratuita con Nokia Conducir y la integración de Nokia Music, con canales gratuitos de música.
Se ha dado a conocer la presencia de una edición especial del teléfono inspirada en la próxima película de Batman:The Dark Knight Rises limitada solamente a 40 ejemplares.

## Contenido del paquete
- Nokia Lumia 800.
- Cable USB Nokia CA-185CD.
- Cargador Nokia Fast USB AC-16.
- Kit manos libres portátil WH-902 (conector AHJ de 3,5 mm).
- Guía rápida (desplegable).
- Folleto de información ampliado (manual de usuario + folleto de información del producto).
- Bing.

## Valoración
Matthew Baxter-Reynolds de The Guardian, después de usar un Nokia Lumia 800 por un mes y habiendo usado un iPhone previamente, reconoció que el Nokia Lumia 800 no está a la altura de un iPhone, ya que tiene muchos problemas y carencias, como una aplicación de Twitter no usable, no poder cambiar el buscador de Bing por Google, una aplicación de cuenta atrás que no se puede confiar en que siempre funcione, una aplicación de gestión de música difícil de usar, no poder cargar el teléfono en el coche, una interfaz de usuario lenta, etc.
La revista PC World criticó que el Nokia Lumia 800 "no tenga nada extraordinario que ofrecer con respecto a los actuales smartphones de gama alta por excelencia como son el iPhone 4S y el Galaxy Nexus tanto en hardware como en software. Ya que no es el teléfono más delgado o más rápido ni tiene la mejor cámara, ni características extra (no se pueden poner tarjetas de memoria externa, no tiene cámara secundaria y no tiene NFC, entre otros)".
El líder mundial en revistas de tecnología CNET mencionó, por otro lado, que "el Lumia 800 es un muy buen móvil. Windows Phone es sencillo y divertido de usar, especialmente si quieres mantenerte en contacto con amigos o en redes sociales. Parece atractivo y la calidad de construcción es superior y parece que va a hacerlo duradero".
CNET UK también publicó una comparativa con las cámaras fotográficas de dos teléfonos de gama alta: el iPhone 4S y el Samsung Galaxy S II, comentando que la cámara del Nokia Lumia era la de peor calidad de las tres, teniendo un control del balance de blancos incorrecto y no pudiendo enfocar los objetos cercanos correctamente según la publicación.
Nokia eligió el nombre Lumia a pesar de que significa prostituta en español aduciendo que la gente asocia el nombre más a luz que a su acepción de la Real Academia Española.
Algunos medios publicaron que las ventas habían decepcionado a los operadores del Reino Unido, considerándolas solamente un poco mejores que las del teléfono básico "Touch and Type" de Nokia, y no habrían llegado ni de lejos a las ventas del iPhone o de los teléfonos  con sistema Android de gama alta.